# Lakewood Park
Lakewood Park es un lugar designado por el censo ubicado en el condado de Santa Lucía en el estado estadounidense de Florida. En el Censo de 2010 tenía una población de 11.323 habitantes y una densidad poblacional de 634,24 personas por km².

## Geografía
Lakewood Park se encuentra ubicado en las coordenadas 27°32′21″N 80°23′14″O / 27.53917, -80.38722. Según la Oficina del Censo de los Estados Unidos, Lakewood Park tiene una superficie total de 17.85 km², de la cual 17.22 km² corresponden a tierra firme y (3.57%) 0.64 km² es agua.

## Demografía
Según el censo de 2010, había 11.323 personas residiendo en Lakewood Park. La densidad de población era de 634,24 hab./km². De los 11.323 habitantes, Lakewood Park estaba compuesto por el 84.92% blancos, el 9.93% eran afroamericanos, el 0.28% eran amerindios, el 1.54% eran asiáticos, el 0.03% eran isleños del Pacífico, el 1.39% eran de otras razas y el 1.92% pertenecían a dos o más razas. Del total de la población el 6.54% eran hispanos o latinos de cualquier raza.